# 三硫化四磷
三硫化四磷，化學式為P4S3，外觀為黃色固體，是兩種工業上生產五氧化二磷的兩種方法之一。
隨著純淨程度的不同，樣品可呈現出由黃綠色至灰色不同顏色。三硫化四磷由萊莫因（G. Lemoine ）首先發現，其工業製法在1898年在奧爾布拉特和威爾森實驗室發展並制得。它溶於等質量的二硫化碳。與其他磷的硫化物不同，三硫化四磷的水解緩慢並具有確定的熔點。

## 結構及製備方法
三硫化四磷分子的分子對稱的點群C3v，是把硫原子插入三個P-P鍵的P4的衍生物。分子中，P-S和P-P的距離分別為2.090和2.235埃。P4Se3和 P4S3採用相同的結構。
P4S3可由紅磷或白磷與硫粉反應制得。硫粉過量會有十硫化四磷生成。根據估計，1989年年產量為150噸。

## 化学性质
三硫化四磷可以和溴反应：
10 P4S3 + 42 Br2 = 28 PBr3 + 3 P4S10
也可以和锌反应：
P4S3 + 9 Zn = 3 ZnS + 2 Zn3P2

## 應用
三硫化四磷和氯酸鉀按1:2混合在配上其他原料可合成一種火柴的頭部。

## 安全
三硫化四磷閃點約為100 °C。